# 忽兰 (克烈)
忽兰（?—?），元朝官员，克烈（怯烈）氏，速哥第四子。
速哥有六子，忽兰的哥哥长罕、玉吕忽都、撒合里都，跟随兀鲁赤太子出征，以战功著称。忽兰的弟弟忽都儿不花、不花。忽兰的母亲因为是皇后亲戚，得以袭职。锄强扶弱，均役平刑，全州赖以安定。乙未年抄户籍，之前赐给速哥的崞县人已经入了官籍，另赐山西三百户。西方多盗贼，州县捕拿不得，按法律当依据所失物品加倍赔偿。甄军判率群盗往来在阜平、曲阳之间，在浑源县杀人夺财。县衙以没有捕到强盗当赔偿，忽兰说：“这是大盗，县衙岂能制服！”于是千人捕杀甄军判，剿捕其余党。忽兰性情厚道，酷爱佛教，施舍千金修龙宫寺，建金轮大会，供养僧人万人。去世时年四十二岁。赠太保、金紫光禄大夫、上柱国，追封云国公，谥康忠。其子天德于思。